# Wille und Macht
Wille und Macht war eine nationalsozialistische deutsche Jugendzeitschrift, die von 1933 bis 1944 erschien.

## Funktion und Bedeutung
Wille und Macht war das verbindliche Führerorgan der Hitlerjugend (HJ), des Nationalsozialistischen Schülerbunds (NSS) und des Nationalsozialistischen Deutschen Studentenbunds (NSDStB). Ab März 1934 trug die Zeitschrift den Untertitel Führerorgan der nationalsozialistischen Jugend. Sie richtete sich speziell an die Jugendführer und sollte für die einheitliche geistige Ausrichtung der Jugend im Sinne der nationalsozialistischen Ideologie maßgeblich sein. Im Vergleich zu anderen Jugendpublikationen hatte sie „ein eher elitäres Selbstverständnis, was sich … auch in der Auswahl anspruchsvoller Themen, wie solchen aus der Antike, äußerte.“ Zu Beginn des Jahres 1944 wurde in dieser Zeitschrift die Erzählung „Das Eigene“ von Bruno Brehm veröffentlicht.

## Organisatorisches
Die Zeitschrift erschien zunächst im Berliner Deutscher Jugendverlag GmbH und seit dem Oktober 1936 im Franz Eher Verlag, dem Zentralverlag der NSDAP. Herausgeber war mit einer Unterbrechung Baldur von Schirach, Hauptschriftleiter Günter Kaufmann. Gedruckt wurde die Zeitschrift bei M. Müller & Sohn KG, München. Sie war anspruchsvoll bebildert und erschien mit zwei, ab 1942 infolge kriegsbedingter Einschränkungen nur noch mit einem Heft monatlich. Sie hatte eine Beilage Weltanschauung im Kampf, und es erschienen auch einige Sonderdrucke. Die Zeitschrift hatte einen Umfang bis zu 56 Seiten und kostete monatlich 60 Pfennige. 1938 wurde eine Auflage von 70 000 Exemplaren erreicht.

## Weblink
- https://freidok.uni-freiburg.de/fedora/objects/freidok:9353/datastreams/FILE1/content